# 今井田勲
今井田 勲（いまいだ いさお 1915年8月1日 – 1989年6月24日）は鹿児島県出身の編集者。

## 経歴
鹿児島県種子島に生まれ育つ。旧制中学校時代、今井田榕舟（ようしゅう）の名で自由律短歌を制作し、雑誌にたびたび入選。
上京後、1938年、400倍以上の競争率を突破して主婦之友社（現在の主婦の友社）に入社。初代社長石川武美と『主婦の友』編集長本郷保雄に鍛えられる。『主婦之友花嫁講座』全12巻や『続主婦之友花嫁講座』全8巻、『世界名作家庭文庫』全50巻で成功を収める。
数年後に、主婦の友社・講談社・新潮社などの出資で設立された大東亜出版に出向、内閣情報局が大東亜共栄圏のための青年向けに発行した雑誌『ヒカリ』の編集長となる。『ヒカリ』の実物は残っていないが、当時同じような国策雑誌として発行された『FRONT』に似た誌面・内容だったと思われる。
第二次世界大戦で1943年、二等兵として召集された折、太平洋上で輸送船が敵魚雷に撃沈され、九死に一生を得る。ラバウルで敗戦を迎えた後、オーストラリア軍の捕虜となり、収容所で暮らす。このとき、暴動寸前にまで荒んでいた収容兵たちの心を和ませるために、謄写版刷りの『かがみ新聞』と『かがみ』誌を発行。このことは、戦後、美談として讀賣新聞に大きく取り上げられた。
復員後は主婦の友社を去り、旧知の草月流・勅使河原蒼風に依頼して『草月流いけばな』全3巻を予約出版形式で刊行、当時の貨幣価値で100万円（2006年現在の数億円）にのぼる売上を達成。これを基に婦人書房を設立し、1951年（昭和26年）に倒産するまで女性向けの単行本を専門に刊行。
1952年、文化服装学院創立者遠藤政次郎の頼みで『装苑』編集長に就任。文化出版局の最高責任者を仰せ付けられ、『ハイファッション』『ミセス』『銀花』を創刊する。女性誌の四種の神器と呼ばれる皇室記事・ゴシップ記事・セックス記事・実用記事を一切扱わなかったにも拘らず成功を収めた。
1952年、熊井戸立雄（婦人画報社）、瀬戸忠信（日本繊維出版社）、長谷川映太郎（鎌倉書房）と共に日本ファッションエディターズクラブ (NFEC) を立ち上げ、1956年にはFEC賞を制定。日本のファッションデザイナー・ジャーナリストなどをまとめ、日本のファッションを世界にアピールするためにも活動した。
1989年6月24日死去。7月10日文化学園葬が文化学園大ホールで行われた。

## 豆本蒐集家として
豆本の蒐集や研究でも知られ、「私の稀覯本 豆本とその周辺」などの著書もある。

## 著書
- 編集長から読者へ―婦人雑誌の世界（いるか叢書5）（1967年、現代ジャーナリズム出版会 ） ＊三枝佐枝子との共著。
- 私の稀覯本―豆本とその周辺（1976年、丸の内出版）
- 鶏留啼記（1978年、湯川書房）
- 編集中記（1981年、書肆季節社）
- 当世豆本版元銘々伝 (こつう豆本〈65,66〉）（1984年、日本古書通信社）
- 現代日本の豆本と蒐集家　豆本（1987年、未来工房）